# Eva Aeppli
Eva Aeppli (Zofingen, Suiza, 2 de mayo de 1925-Honfleur, Francia, 4 de mayo de 2015) fue una artista, pintora y escultora suiza.
Perteneció a la vanguardia parisina.
Contrajo matrimonio con Hans Leu desde 1946 hasta 1949, con Jean Tinguely, entre 1951 y 1960 y con Samuel Mercer desde 1962. Fue madre de Hans y Félix Leu.
Falleció el 4 de mayo de 2015 a los 90 años.